# Bert Rudolf
Bert Rudolf, né le 25 avril 1905 à Seifersdorf, près de Jägerndorf (en République tchèque actuelle) et décédé le 6 novembre 1992 à Linz est un compositeur autrichien.

## Biographie
Bert Rudolf commence son éducation au Collège de Troppau (aujourd'hui Opava). Il poursuit ses études de Composition avec Leoš Janáček. Il étudie également l'orgue et piano. Il connaît ses premières expériences de la scène comme chef d'orchestre dans la province de Bohême. Il perfectionne ses études de composition avec Philipp Jarnach à Cologne. Plus tard, il enseigne à Vienne. Après un bref séjour à Munich, il s'installe définitivement à Linz, où il meurt en novembre 1992.
Lauréat du Johann-Wenzel-Stamitz-Preis en 1971, il écrit sept opéras, une opérette, des ballets et plus de 60 partitions pour des longs métrages et des films culturels, de la musique pour près de 100 pièces radiophoniques, sept cantates, neuf œuvres pour voix et orchestre, 23 œuvres orchestrales , 16 œuvres de musique de chambre et 102 chansons.

## Œuvres principales
- Die holzgeschnitzte Madonna, opéra, 1937
- Liebelei, opéra
- Regen am Sonntag, opéra
- Der Salon, opéra
- Schwarze Perlen, opérette, 1945
- Ali Baba und die Räuber, Ballet, 1945
- Acht Gesichter am Biwasee, Ballet
- Le Rappell, Ballet